# Dauphin River (St. Lucia)
Der Dauphin River ist ein Fluss im Quarter Gros Islet auf der Karibikinsel St. Lucia.

## Geographie
Der Fluss entsteht im Gebiet Desrameaux und verläuft nach Osten im Gebiet von La Bourne. Er mündet in Port Dauphin in den Atlantik.